# Nocturnes (Debussy)
Nocturne, L. 91, hay còn gọi là Trois Nocturnes (tiếng Việt: Ba bản nocturne) là ba tác phẩm của nhà soạn nhạc người Pháp Claude Debussy. Các tác phẩm này được đề tặng cho Rosalie Texier, người vợ sau này của Debussy. 

## Quá trình sáng tác[1]
Lúc đầu, bộ ba tác phẩm của Debussy được viết cho violin độc tấu với dàn nhạc giao hưởng (được biểu diễn trong các năm 1900 và 1901), sau đó Debussy chuyển soạn cho dàn nhạc giao hưởng. 

## Các phần[1]
Ba bản nocturne của Debussy, nói chính xác hơn là ba bức tranh giao hưởng gồm các phần nhơ sau:
- Nuages (tiếng Việt: Những đám mây)
- Fêtes (tiếng Việt: Lễ hội)
- Sirenes (tiếng Việt: Những nàng tiên cá)

## Phong cách sáng tác[1]
Ba bản nocturne của Debussy là các tác phẩm xuất sắc, thể hiện rõ phong cách của chủ nghĩa ấn tượng.